# Fallen (Pornofilm)
Fallen ist ein US-amerikanischer Pornospielfilm des Regisseurs Brad Armstrong aus dem Jahr 2008 mit Jessica Drake in der Hauptrolle.

## Handlung
Der Film erzählt die Geschichte eines Engels (Jessica Drake), der nach dem tragischen Tod eines jungen Mädchens auf die Erde geschickt wurde. Auf der Erde gerät das engelhafte Wesen in zwielichtige Gesellschaft und wird in Sexorgien verwickelt.
In der ersten Szene ist das Liebespaar Keith und Denise zu sehen. Keith möchte, dass Denise über Nacht bleibt, aber sie entschließt sich nach Hause zu gehen. Denise verunglückt auf dem Heimweg tödlich in einem Aufzug. Ihr Beschützer-Engel war nicht da, um Denise zu beschützen. Daher wird Angel vom Himmel auf die Erde verbannt und gezwungen als Mensch zu leben.

## Auszeichnungen
- 2008: XRCO Award – Best Epic (Tie: with Pirates II: Stagnetti’s Revenge)
- 2009: AVN Award – Best Actress (Jessica Drake)[1]
- 2009: AVN Award – Best DVD Menus[1]
- 2009: AVN Award – Best Double Penetration Sex Scene (Brad Armstrong, Jessica Drake, Eric Masterson)[1]
- 2009: AVN Award – Best Packaging[1]